# Maesa virgata
Maesa virgata är en viveväxtart som först beskrevs av Bi., och fick sitt nu gällande namn av Dc. Maesa virgata ingår i släktet Maesa och familjen viveväxter. Inga underarter finns listade i Catalogue of Life.